# Barbella linearifolia
Barbella linearifolia là một loài Rêu trong họ Meteoriaceae. Loài này được S.H. Lin mô tả khoa học đầu tiên năm 1988.